# Balta francquii
Balta francquii är en kackerlacksart som beskrevs av Karlis Princis 1969. Balta francquii ingår i släktet Balta och familjen småkackerlackor. Inga underarter finns listade.